# The Orphan
The Orphan (dt.: Das Waisenkind) ist eine Oper in zwei Akten und sechs Szenen. Sie stammt aus der Feder des philippinischen Komponisten Jeffrey Ching. Er verfasste auch das Libretto, das zwischen altchinesischer, italienischer, französischer, englischer, spanischer und deutscher Sprache variiert. Uraufgeführt wurde die Oper am 29. November 2009 im Theater Erfurt.

## Handlung
Die Handlung der Oper spielt in China im 6. Jahrhundert v. Chr. Der hochstehende Beamte Dag-Ngans-Kagh lässt seinen Rivalen Osmingti mit dessen Frau Arfisa und der gesamten Familie hinrichten. Nur ihr neugeborener Sohn wird vom Arzt Cheng Ying mit Hilfe des Generals Étan und des treuen Beamten Alsingo gerettet. Um den Waisen vor den Nachstellungen Dag-Ngans-Kaghs zu schützen, vertauscht Cheng Ying ihn mit seinem eigenen gleichaltrigen Sohn, der daraufhin ebenfalls ermordet wird. Dag-Ngans-Kagh hält Cheng Ying für loyal und erzieht dessen vermeintlichen Sohn zu seinem eigenen Nachfolger, da er keine eigenen Kinder hat. Nach fünfzehn Jahren offenbart Cheng Ying dem Waisen seine wahre Identität. Dieser konfrontiert Dag-Ngans-Kagh am Hof mit seinen Verbrechen. Dag-Ngans-Kagh wird zum Tod verurteilt und lebendig zerstückelt.

### Exordium und Ouvertüre
Vor dem geschlossenen Vorhang trägt der Hofbeamte Dag-Ngans-Kagh zwei altchinesische Verszeilen vor, die vom Arzt Cheng Ying simultan übersetzt und gestisch dargestellt werden (Nr. 1): „Der Mensch meint es nicht böse mit dem Tiger, aber der Tiger meint es sicher nicht böse mit dem Menschen!“ Der Vorhang hebt sich zu den Klängen der Ouvertüre (Nr. 2).

### Erster Akt
Szene 1
In ihrer Wohnung im Palast vernehmen Osmingti und Arfisa kniend, wie Dag-Ngans-Kagh ihr Todesurteil vorliest. Es ist eine lange Liste, die auch ihre entferntesten Verwandten enthält (Nr. 3). Osmingti ist in ein englisches Kostüm des 18. Jahrhunderts gekleidet, seine Frau Arfisa in schwarze spanische Spitze. Sie ist scheinbar schwanger. Nachdem der Vortrag beendet ist, zieht sich Dag-Ngans-Kagh zurück. Arfisa holt ihren kleinen Sohn aus ihrem Gewand, in dem sie ihn verborgen gehalten hatte. Sie übergibt ihn Cheng Ying, der sich mit ihm entfernt (Nr. 4). Osmingti und Arfisa verabschieden sich voneinander (Nr. 5) und töten sich gemäß dem Urteil selbst: Osmingti ersticht sich, und Arfisa erhängt sich mit einer Schnur ihres Gewands (Nr. 6).
Szene 2
Dag-Ngans-Kagh hat inzwischen vom Überleben des Waisenkinds erfahren. Er gibt Befehl, alle Ausgänge des Palasts zu bewachen. Wer beim Versuch erwischt werde, das Kind herauszuschmuggeln, solle mitsamt seiner Familie hingerichtet werden (Nr. 7). Cheng Ying eilt mit dem in seiner Medizintasche verborgenen Baby aus dem Palasttor. Er wird von dem französisch gekleideten General Étan aufgehalten und zur Rede gestellt (Nr. 8). Cheng Ying behauptet, die Tasche enthalte lediglich Medizin-Kräuter. Étan lässt ihn mehrfach gehen und ruft ihn dann doch wieder zurück (Nr. 9). Schließlich entreißt er Cheng Ying die Tasche und warnt ihn vor einem Fluchtversuch (Nr. 10). Im folgenden Verhör erklärt Cheng Ying seine Beweggründe. Obwohl Étan das Kind entdeckt hat, lässt er sich erweichen und empfiehlt Cheng Ying, das Kind in den Bergen zu verstecken. Cheng Ying bedankt sich mehrfach unterwürfig. Er fleht Étan an, mit der Verfolgung noch einige Jahre zu warten, gibt aber dann auf und bittet um einen schnellen Tod (Nr. 11). Étan aber schwört Verschwiegenheit (Nr. 12). Als Beweis seiner Treue stürzt er sich in sein Schwert und nimmt so das Geheimnis mit ins Grab (Nr. 13). Cheng Ying flieht mit dem Kind.
Szene 3
Vor dem geschlossenen Vorhang befiehlt Dag-Ngans-Kagh, alle Kinder bis zum Alter von sechs Monaten zu töten (Nr. 14).
Der alte Hofbeamte Alsingo, ein loyaler Freund Osmingtis, meditiert in seiner Gebirgshütte in italienischer Sprache über den Lauf des Lebens (Nr. 15). Cheng Ying grüßt ihn ehrerbietig und erzählt ihm von dem Geschehenen (Nr. 16). Er übergibt das Waisenkind Alsingo. Gemeinsam überlegen sie, wie sie es retten können. Zu Alsingos Überraschung hat Cheng Ying auch seinen eigenen gleichaltrigen Sohn mitgebracht, dem er die Kleider des Waisen angezogen hat. Um Dag-Ngans-Kaghs Zorn zu dämpfen und ihn von dem echten Waisen abzulenken, soll Cheng Yings Sohn geopfert werden. Ching Ying nimmt den Waisen wieder an sich und überreicht seinen Sohn Alsingo. Der preist den Edelmut Cheng Yings (Nr. 17). Cheng Ying entfernt sich mit dem Waisenkind, um Dag-Ngans-Kagh zu holen. In Erwartung seines bevorstehenden Todes vollführt Alsingo eine Zeremonie zu Ehren seiner Ahnen (Nr. 18).
In der Morgendämmerung führt Cheng Ying Dag-Ngans-Kagh zur Hütte. Alsingo kann nur hilflos kommentieren, wie Dag-Ngans-Kagh das falsche Kind in Gegenwart seines Vaters ersticht (Nr. 19). Anschließend tötet Dag-Ngans-Kagh auch Alsingo und triumphiert über seinen Sieg (Nr. 20). 

### Zweiter Akt
Szene 1
Fünfzehn Jahre später erinnert sich Dag-Ngans-Kagh vor dem geschlossenen Vorhang an sein Leben. Zum Zeitpunkt des Massakers war er bereits sechzig Jahre alt und hatte noch keinen Erben. Da er in Cheng Ying einen loyalen Anhänger sah, hatte er dessen (vermeintlichen) Sohn unter dem Namen Elpenor im Palast aufgezogen und zu seinem Nachfolger bestimmt (Nr. 21). Ein Orchester-Ritornell stellt die militärischen Fertigkeiten des Jungen dar (Nr. 22).
Der Vorhang hebt sich. Elpenor strollt durch den dunklen Wald, gekleidet in ein preußisches Militärgewand der Zeit Friedrichs des Großen. In einer Lichtung sind die Ruinen von Trauerstatuen zu sehen. Elpenor sehnt sich danach, erwachsen zu werden und kämpfen zu können (Nr. 23). Cheng Ying, der den Jungen eine Weile beobachtet hatte, tritt hervor. Er zeigt ihm eine Schriftrolle mit einer Abbildung vom Selbstmord Osmingtis und erzählt ihm die Geschichte seiner Eltern und der Rettung ihres Waisenkindes (Nr. 24). Elpenor ist erschüttert. Cheng Ying offenbart ihm, dass er selbst dieses Kind ist. Die Geister von Arfisa, Alsingo, Osmingti und Étan erscheinen singend in der Lichtung (Nr. 25). Elpenor beobachtet sie und bricht schließlich entsetzt zusammen. Cheng Ying fängt ihn auf. Die Geister entschwinden wieder. Während Cheng Ying Elpenor wachrüttelt, sind aus der Ferne Rufe nach Rache zu hören. Elpenor will nur noch sterben, um mit seinem echten Vater vereint zu werden. Da die Racherufe fortdauern, besinnt er sich und schwört nun selbst Rache.
Szene 2
Dag-Ngans-Kagh erhält Ehrenbezeugungen von den Botschaftern der Chaoxian, Wonu und Tufan. Er befindet sich auf dem Höhepunkt seiner Macht. Während der Zeremonie dringen Elpenor und Cheng Ying ungehindert mit einem Gefolge bewaffneter Männer in den Palast ein. Elpenor beobachtet mit Abscheu das hochmütige Gebaren Dag-Ngans-Kaghs (Nr. 28). Er gibt sich als Osmingtis Sohn zu erkennen und stellt Dag-Ngans-Kagh wegen des Massakers an seiner Familie zur Rede. Cheng Ying beobachtet die beiden, während seine Leute die Wachen Dag-Ngans-Kaghs in Schach halten. Der Waise ist bereit, Dag-Ngans-Kagh zu töten, zögert aber im letzten Moment und überlässt das Urteil den Behörden. Die Tore der Audienzhalle öffnen sich, um den Hofstaat des Herzogs einzulassen. Die Höflinge verurteilen Dag-Ngans-Kagh zu einem langsamen und qualvollen Tod.
Szene 3
Zu den Klängen festlicher Musik verwandelt sich die Audienzhalle in einen Hinrichtungshof. Der Kaiser Qianlong beobachtet die Zeremonie von einem europäischen Barockthron aus. Dag-Ngans-Kagh wird lebendig zerstückelt. Zuerst werden Ohren, Mund, Augen, Nase und Zunge entfernt, dann die Blutgefäße, Haut und Haare, Muskeln, Fleisch und Knochen, und schließlich Herz, Lunge, Leber, Milz und Nieren. Die einzelnen Körperteile tanzen zu den triumphierenden Gesängen der Höflinge, einem Solo-Quintett aus dem Waisen und den vier Geistern sowie Instrumental-Zwischenspielen. Nach einem letzten Orchester-Ritornell überreicht der Waise auf einem Tablett Dag-Ngans-Kaghs Kopf dem Kaiser, der seine Zustimmung mit einem Nicken signalisiert. Unterdessen erhält Cheng Ying von den vier Geistern ein Schwert, mit dem er sich selbst tötet.

## Gestaltung

### Libretto
Die Handlung der Oper basiert auf historischen Ereignissen aus dem alten China. Die ältesten Berichte darüber finden sich im 8. Buch des Zuozhuan aus dem 4. Jahrhundert v. Chr. Detailliertere Ausführungen stehen im 43. Kapitel des Shiji von Sima Qian aus dem 1. Jahrhundert v. Chr. Die beiden Fassungen unterscheiden sich deutlich voneinander.
Dem Shiji zufolge gelang Zhao Shuo (hier Osmingti genannt) im Jahr 596 v. Chr. ein militärischer Sieg, und er heiratete die ältere Schwester des verstorbenen Herzogs Cheng. Nach Intrigen von Tu’an Gu (Dag-Ngans-Kagh) wurde seine Familie ermordet. Nur der neugeborene Thronfolger Zhao Wu überlebte. Um den Usurpator irrezuführen, nahmen Cheng Ying und Gongsun Chujiu (Alsingo) ein Pflegekind auf und kleideten es in dessen Gewänder. Gongsun Chujiu und der falsche Thronfolger wurden daraufhin von den Männern Tu’an Gus ermordet. Zhao Wu wurde im Geheimen von Cheng Ying aufgezogen. Han Jue (Étan) gab seine Existenz im Jahr 582 bekannt, als der Herzog Jing schwer erkrankte. Tu’an Gu wurde hingerichtet und die Familie Zhao rehabilitiert. Im Jahr 577 beging Cheng Ying Selbstmord. 545 wurde Zhao Wu zum Premierminister des Herzogs Ping ernannt.
Im Zuozhuan werden die meisten dieser Namen nicht erwähnt. Dort wird berichtet, dass Zhao Zhuangji (Arfisa), die Mutter des Thronfolgers, das Massaker veranlasste. Aufgrund ihrer Beziehung zu Zhao Ying, dem Bruder ihres Mannes, sei diese im Jahr 589 v. Chr. von seinen Brüdern Zhao Tong und Zhao Kuo verbannt worden. 592 habe sie diese beiden des Verrats bezichtigt, worauf der Herzog sie zum Tode verurteilt habe. Ihre Besitztümer wurden konfisziert und ihre Familien ermordet. Zhao Zhuangji konnte ihren Sohn Zhao Wu offen im Palast des Herzogs aufziehen. Er wurde vom Herzog zum Familienoberhaupt der Zhao ernannt.
Diese Überlieferungen wurden zur Zeit der Yuan-Dynastie (14. Jahrhundert) im chinesischen Drama 趙氏孤兒 (Zhaoshi gu’er, dt.: Der Waise von Zhao) von Ji Junxiang (Hi-Him-Siang) verarbeitet. Es wurde 1735 im Geschichtswerk Description de la Chine et de la Tartarie chinoise von Jean-Baptiste Du Halde in französischer Sprache veröffentlicht und war das erste chinesische Schauspiel überhaupt, das in eine europäische Sprache übersetzt wurde. Später wurde es auch in andere Sprachen übersetzt und zur Grundlage zahlreicher weiterer Werke wie Pietro Metastasios Opernlibretto L’eroe cinese (1752), Voltaires L’orphelin de la Chine (1755), Arthur Murphys Schauspiel The Orphan of China (1759) oder Tomás de Iriartes spanische Voltaire-Übersetzung El huérfano de la China (um 1770). Außerdem gab es eine anonyme deutsche Bearbeitung mit dem Titel Der Chineser oder die Gerechtigkeit des Schicksales (1774) und Johann Wolfgang von Goethes Schauspiel-Fragment Elpenor (1781).
Der Komponist und Librettist Jeffrey Ching erläuterte seine Arbeitsweise im Vorwort zum Libretto. Demnach übernahm er die Grundelemente von Ji Juanxiangs Schauspiel und verlagerte die Handlung in das Europa der Zeit der Aufklärung. Dabei nutzte er ungefähr fünf Prozent der Dialoge und Verse. Da die Jugend des Waisenkinds in keiner der Bearbeitungen behandelt wurde, übernahm er die Namen Osmingti und Arfisa einer beiläufigen Bemerkung in Murphys Schauspiel. Étan benannte er nach Voltaire, Alsingo nach Metastasio. Auch die anderen genannten Werke bezog er in Form von Textzitaten in der jeweiligen Originalsprache ein, so dass im Quintett des zweiten Aktes alle fünf europäischen Sprachen gleichzeitig zu hören sind. Für ihre Gespräche nutzen die handelnden Personen das Yuan-Mandarin der Zeit von Ji Junxiang. In den Arien dagegen verwenden sie die jeweiligen Originalsprachen Englisch, Spanisch, Französisch, Italienisch oder Deutsch des 18. Jahrhunderts. Der Bösewicht Dag-Ngans-Kagh singt ausschließlich Zeilen von Ji Junxiang, jedoch transkribiert in die Sprache der frühen Zhou-Periode. Beide chinesische Sprachen sind heute nicht mehr in Gebrauch und liegen zeitlich 1000 Jahre auseinander. Der Arzt Cheng Ying trägt parallel zu den Sängern eine gesprochene Simultan-Übersetzung der chinesischen Texte vor – im Falle von Altchinesisch in Form einer grammatikalischen Nachbildung, ansonsten als Sprechgesang mit der Intonation der fünf Töne des Mandarin der Yuan-Zeit. Da er in dieser Funktion stark beschäftigt ist und außerdem eine eigene Rolle hat, können seine szenischen Aktionen durch einen Tänzer dargestellt werden.

### Musik
Wie Jeffrey Ching im Vorwort zum Libretto schrieb, basiert das melodische Material der Oper auf den Melodien, die bereits in der chinesischen Oper der Yuan-Dynastie genutzt wurden und auch im Schauspiel von Ji Junxiang explizit angegeben waren. Ching wies sie nach Möglichkeit denselben Stellen der Handlung zu wie Ji Junxiang, auch wenn der jeweilige Text aus einer der anderen Quellen stammte. In der Regel reichten für jede Szene wenige dieser Melodien aus. Im ersten Akt basiert die erste Szene auf einer einzigen Yuan-Melodie, die zweite Szene auf dreien und die dritte Szene auf zweien (von denen eine in zwei Varianten auftritt). Ching zufolge liegt in dieser Einschränkung auch eine Stärke, denn so konnte er den ansonsten innerhalb jeder Szene völlig unterschiedlich gestalteten Musiknummern einen gewissen Zusammenhalt geben. Als Beispiel nennt er die drei Soli von Dag-Ngans-Kagh, die auf koreanischer konfuzianischer Musik, tibetisch-buddhistischem Gesang und japanischem Gagaku basieren und jeweils einer Hommage an Henry Purcell, Jean-Philippe Rameau bzw. Antonio Sacchini vorangestellt sind. Dennoch basieren die aufeinanderfolgenden Paare jeweils auf denselben Yuan-Themen.
Von den insgesamt dreißig Musiknummern beruhen lediglich sechs auf Musik, die nicht aus der Yuan-Zeit stammt. Nr. 1 und Nr. 20 haben gar keinen melodischen Inhalt. Nr. 2 und Nr. 19 basieren auf der Ouvertüre zu Rameaus Hippolyte et Aricie. Nr. 6 ist eine fugierte chromatische Basslinie zu der Yuan-Melodie von Nr. 5, und Nr. 25 ist nach einer Basslinie aus der Einleitung zum Oratorium Die Auferstehung und Himmelfahrt Jesu von Carl Philipp Emanuel Bach gestaltet. Die Nummern 23, 24, 26, 27 und 29 im zweiten Akt kombinieren Yuan-Musik mit Motiven von Carl Philipp Emanuel Bach oder dessen Stil.

### Musiknummern
Die dreißig Musiknummern sind im Libretto folgendermaßen bezeichnet:
Exordium & Ouverture
- Nr. 1 „Exordium – The Evil of Dag-Ngans-Kagh“ (Percussive Rant with Speech)
- Nr. 2 „Ouverture“ („La battaile entre Zhao Mengfu et Jean-Philippe Rameau“)

Erster Akt, Szene 1
- Nr. 3 „The Cunning of Dag-Ngans-Kagh: A Forged Decree“ (Chant with Speech)
- Nr. 4 „Cheng Ying Receives His Charge“ (Arioso with Tonal Recitation)
- Nr. 5 „Osmingti and Arfisa’s Last Farewell“ (Duet)
- Nr. 6 „The Deaths of Osmingti and Arfisa“ (Pantomime I/Contrapunctus I und Pantomime II/Contrapunctus II)

Erster Akt, Szene 2
- Nr. 7 „The Swiftness of Dag-Ngans-Kagh: The Palace Encircled“ (Chant with Speech)
- Nr. 8 „Étan Accosts Cheng Ying“ (Premier air d’Étan)
- Nr. 9 „The First Interrogation“ (Speech and Arioso with Tonal Recitation)
- Nr. 10 „Étan Threatens Cheng Ying“ (Deuxième air d’Étan)
- Nr. 11 „The Second Interrogation“ (Tonal Recitation and Arioso)
- Nr. 12 „Étan’s Oath of Secrecy“ (Troisième air d’Étan)
- Nr. 13 „Étan’s Death and the Orphan’s Escape“ (Pantomime III/Contrapunctus III)

Erster Akt, Szene 3
- Nr. 14 „The Rage of Dag-Ngans-Kagh: A Cruel Decree“ (Chant with Speech)
- Nr. 15 „Alsingo’s Meditation“ (Cavatina Alsingo)
- Nr. 16 „Cheng Ying’s Proposal“ (Tonal Recitation, Secco Recitative, and Accompanied Recitative)
- Nr. 17 „Alsingo Exhorts Cheng Ying“ (Aria di bravura Alsingo)
- Nr. 18 „Alsingo Sacrifices to the Spirits of his Ancestors“ (Pantomime IV/Chaconne I: „Catalogue d’oiseaux vivaldiens“)
- Nr. 19 „Finale I – Alsingo’s Death“ (Reprise de l’Ouverture/Trio with Speech and Tonal Recitation)
- Nr. 20 „Dag-Ngans-Kagh Triumphant“ (Percussive Rant with Speech)

Zweiter Akt, Szene 1
- Nr. 21 „Dag-Ngans-Kagh Names his Heir“ (Percussive Rant and Chant with Speech)
- Nr. 22 „The Orphan’s Martial Prowess“ (Ritournelle Équestre)
- Nr. 23 „The Orphan Muses Alone“ (Phantasie mit Lied)
- Nr. 24 „Cheng Ying Shows the Orphan a Painted Scroll“ (Contrapunctus IV/Tonal Recitation and Arioso)
- Nr. 25 „The Orphan Encounters the Shades of the Sorrowing Dead“ (Quinteto)
- Nr. 26 „The Orphan Swears Vengeance on his Ancestral Foe“ (L’Einschnitt/Duet with Tonal Recitation, Offstage Chorus, and Cabaletta)
- Nr. 27 „The Orphan Rides out to Meet his Ancestral Foe“ (Entrescène: Reprise de la Ritournelle Équestre)

Zweiter Akt, Szene 2
- Nr. 28 „Dag-Ngans-Kagh Receives the Homage of the Foreign Ambassadors“ (Contrapunctus V/Processional Music for Three Ensembles)
- Nr. 29 „The Orphan Confronts Dag-Ngans-Kahg With his Crimes and Sentence is Pronounced“ (Variazioni a quattro/Trio and Chorus with Tonal Recitation and Speech)

Zweiter Akt, Szene 3
- Nr. 30 „Finale II – The Execution of Dag-Ngans-Kagh“ (Pantomime V/Chaconne II with Quintet and Chorus)

### Instrumentation
Das Orchester ist groß besetzt. Außer 46 Streichern benötigt die Oper zwölf Blech- und Holzbläser, Glasharmonika, Harfe, diverse Tasteninstrumente und einen großen Schlagzeug-Apparat.

## Werkgeschichte
Bei der Uraufführung am 29. November 2009 im Großen Haus des Theater Erfurt leitete Samuel Bächli den Opernchor des Theaters Erfurt, das Philharmonische Orchester Erfurt und die Thüringen Philharmonie Gotha. Die Regie führte Jakob Peters-Messer. Die Bühne stammte von Markus Meyer, die Kostüme von Sven Bindseil, die Choreographie von Pascale-Sabine Chevroton und die Dramaturgie von Arne Langer. Es sangen Andión Fernández (Das Waisenkind), Marisca Mulder (Arfisa), Denis Lakey (Osmingti), Marwan Shamiyeh (Alsingo), Máté Sólyom-Nagy (Étan), Sebastian Pilgrim (Dag-Ngans-Kagh). Die Rolle des Cheng Ying wurde von Peter Umstadt (Sprecher) und Julien Feuillet (Tänzer) übernommen. Die Oper wurde 2010 mit dem Erfurter Publikumspreis „Beste Oper“ ausgezeichnet.
Die Nr. 26 aus dem zweiten Akt wurde vom Komponisten Jeffrey Ching für Sopran, Klarinette/Bass-Klarinette, Violine, Violoncello und Klavier bearbeitet und unter dem Titel The Orphan Swears Vengeance on his Ancestral Foe separat herausgegeben.